# Fred Silva
Fred Silva (* 18. Oktober 1927 in Oakland, Kalifornien; † 3. Dezember 2004 in Palo Alto, Kalifornien) war ein US-amerikanischer Schiedsrichter im American Football, der von der Saison 1968 bis 1988 in der NFL tätig war. Er war Schiedsrichter des Super Bowls XIV. Während seiner Karriere wechselte er drei Mal die Uniformnummer: In den Saisons 1968 und 1969 trug er die Nummer 49, wechselte 1970 zur Nummer 81, die er bis 1978 trug. Schließlich trug er von der Saison 1979 bis zum Ende seiner Karriere die Nummer 7.

## Karriere

### College Football
Vor dem Einstieg in die NFL arbeitete er als Schiedsrichter im College Football in der Pacific-8 Conference.

### National Football League
Silva begann im Jahr 1968 seine NFL-Laufbahn als Line Judge in der Crew von Hauptschiedsrichter Jim Tunney. Zur NFL-Saison 1969 wurde er zum Hauptschiedsrichter ernannt.
Er leitete Super Bowl XIV im Jahr 1980 und war Hauptschiedsrichter der Pro Bowls 1971, 1976 und 1983.